# 锐齿柳叶菜
锐齿柳叶菜（学名：Epilobium kermodei）为柳叶菜科柳叶菜属下的一个种。